# لاهوتی (خاولنگ)
لاهوتی جماعت و شهرکی در جنوب غربی کشور تاجیکستان است که در ناحیهٔ خاولنگ ولایت ختلان قرار دارد. جمعیت این جماعت ۹۲۸۸ است.